# Ulrich Brauchle
Ulrich Brauchle (* 26. Mai 1971 in Ellwangen (Jagst)) ist ein deutscher Künstler, Maler, Zeichner, Druckgrafiker und Kunstvermittler.

## Biografie
Ulrich Brauchle wurde 1971 in Ellwangen an der Jagst (Baden-Württemberg) geboren. Nach Abitur und Zivildienst absolvierte er von 1991 bis 1996 ein Studium an der Staatlichen Akademie der Bildenden Künste Stuttgart bei Joachim Hämmerle, Horst Bachmayer und Rudolf Schoofs. Im Anschluss daran studierte er an der Eberhard Karls Universität Tübingen Geschichte.
2003 erhielt er den Felix-Hollenberg-Preis für sein Radierwerk.
Ulrich Brauchle lebt und arbeitet seit 1999 in Ellwangen, wo er auf dem Schloss ob Ellwangen sein Atelier hat.
Neben der eigenen künstlerischen Tätigkeit unterrichtet Ulrich Brauchle Kunst am Gymnasium und bei Sommerakademien (Haller Akademie der Künste, Schwäbisch Hall. Pentiment, Hamburg). Daneben ist er seit 2006 durchgehend als Kurator beim Kunstverein Ellwangen tätig. Seit 2015 ist er Mitglied im Künstlerbund Baden-Württemberg.

## Werk
Die Bilder von Ulrich Brauchle haben ihren Ursprung in der Darstellung von Natur und Landschaft und der Beschäftigung mit Musik. Davon ausgehend wenden sie sich in verschiedenen Graden der Abstraktion zu. Oft wird der Bildraum mit einfachen formalen Mitteln gestaltet und die Unmittelbarkeit der Linie gesucht. Farbflächen und Linien wechseln sich rhythmisch ab und ergänzen sich zu einem räumlichen Gewebe, welches eine naturnahe Farbigkeit zeigt.
Der malerische Duktus bleibt sichtbar und offen. Meist malt Brauchle mit Ölfarbe, Tempera oder Aquarellfarbe. In der Grafik dominieren Bleistift- und Kohle-Zeichnung und die Beschäftigung mit Naturfarbe (z. B. Walnusstinte). Daneben stellt die Radierung einen weiteren großen Werkkomplex dar.
Seit 2013 hat sich Ulrich Brauchle mit der Musik und dem literarischen Werk von Bob Dylan beschäftigt. So hat er beim Verlag Edition Schwarze Seite zwei Künstlerbücher/Mappen mit Originalgrafik verlegt, die eine Hommage an den amerikanischen Singer-Songwriter darstellen.

## Ausstellungen (Auswahl)
Soweit nicht anders verzeichnet, handelt es sich um Einzelausstellungen
- 1995: Kunstverein Ellwangen / Galerie am Haagtor, Tübingen
- 1996: Galerie Epikur, Wuppertal (Katalog) / Kunstmesse ART MULTIPLE in Düsseldorf, Galerie Epikur
- 1997: Ausstellungsbeteiligung in der Kunsthalle Tübingen / Galerie Peveling, Olpe / Kunstmesse ART JUNCTION in Nizza, Galerie Peveling / Galerie Bernhard Maier, Ellwangen
- 1998: Künstlerhaus Ulm (zusammen mit Michael Klenk) / Kunstmesse ART MULTIPLE in Düsseldorf, Galerie Peveling / Künstlertreff Stuttgart / Kunstmesse ART FRANKFURT, Galerie Epikur / Graphische Sammlung der Universität Tübingen (Katalog)
- 1999: Rathausgalerie Aalen (zusammen mit Mark Knüttgen) / Morat-Institut für Kunst und Kunstwissenschaft, Freiburg im Breisgau / Ausstellungsbeteiligung im Kunstmuseum Heidenheim / Galerie Epikur Wuppertal (Katalog) / Galerie Fluchtstab, Staufen i. Br. / Kunstmesse ART FRANKFURT, Galerie Epikur / Ausstellungsbeteiligung im Kunstmuseum Siegburg (u. a. zusammen mit Luc Tuymans, Peter Doig und Sigfried Anzinger) / Kunstmarkt Dresden, Galerie Epikur
- 2000: Welland-Galerie, Aalen-Dewangen / KunstKöln, Galerie Epikur / Ausstellungsbeteiligung im Kunstverein Schnals / Südtirol (Katalog)
- 2002: Ausstellungsbeteiligung im Museum Goch (Katalog) / Kunstmesse ART FRANKFURT, Galerie Epikur / KunstKöln, Edition Schwarze Seite, Hinteruhlberg
- 2003: Ausstellungsbeteiligung an der Städtischen Galerie Böblingen (Katalog) / Galerie Fluchtstab, Staufen i. Br. / Galerie Epikur, Wuppertal (Katalog) / Kunstverein Reutlingen – Hans-Thoma-Gesellschaft / Landratsamt Aalen / Kunstverein Hohenlohe, Langenburg (zusammen mit Elly Weiblen) / Kunstpreis des Kunstvereins Heidenheim, Heidenheimer Dreieck
- 2004: Kunstverein Heidenheim / Felix-Hollenberg-Preis für Druckgraphik, Städtische Galerie Albstadt (Katalog) / ART COLOGNE, Galerie Epikur / ART FRANKFURT, Galerie Epikur / Ausstellungsbeteiligung bei der Ellwanger Kunstausstellung, Kunstverein Ellwangen
- 2005: Ausstellungsbeteiligung bei der XIV. Deutschen Internationalen Graphik-Triennale im Kunstverein Frechen/ Köln / Galerie Alpirsbach (zusammen mit Cornelius Wittke) / Galerie Art und Design, Bayreuth / Galerie Bernhard Maier, Ellwangen / ART KARLSRUHE, Galerie Epikur / Schwäbische Galerie, Museum Oberschönenfeld
- 2006: Galerie Fluchtstab, Staufen i.Br. / ART KARLSRUHE, Galerie Epikur / Welland-Galerie, Aalen-Dewangen
- 2007: Ausstellungsbeteiligung Kunstverein Eislingen Von Bergen und Seen / ART KARLSRUHE, Galerie Epikur / Schloss Kißlegg, Allgäu / Stadtmuseum Crailsheim
- 2008: Galerie EpikurGalerie Tobias Schrade, Ulm
- 2009: BAT Campus-Galerie, Bayreuth / Kunstverein Kronach / Galerie Kränzl, Radolfzell / Galerie Fluchtstab, Staufen i.Br.
- 2010: Galerie Thron, Reutlingen (zusammen mit Thomas Diermann) / Kunsthaus Frölich, Stuttgart
- 2011: Landratsamt Ostalbkreis Aalen / Galerie Tobias Schrade, Ulm / Galerie Stihl, Waiblingen (Ausstellungsbeteiligung)
- 2012: Ausstellungsbeteiligung Galerie Peter Tedden, Düsseldorf / Städtisches Museum Wesel, Niederrheinischer Kunstverein / Samocca Aalen / Kunststiftung Schloß Donzdorf
- 2013: Galerie Jenseits von Jedem, Stuttgart (Lange Nacht der Museen) / Galerie Thron zusammen mit Daniel Erfle, Reutlingen / Ausstellungsbeteiligung in der Galerie des Kunstvereins Schorndorf
- 2014: Kunstverein Ellwangen / Art Karlsruhe, Galerie Tobias Schrade, Ulm / Teilnahme an der Landesgartenschau, Schwäbisch Gmünd
- 2015: Galerie Bernhard Maier, Ellwangen / Galerie Tobias Schrade, Ulm / Graphische Sammlung der Universität Tübingen / Ausstellungsbeteiligung Galerie Fluchstab, Staufen / Atelier Knoedler, Schloss ob Ellwangen / Galerie Wilfried Thron, Reutlingen-Degerschlacht / Teilnahme an der Graphik Biennale in Kaliningrad / Galerie Matthias Küper, Stuttgart
- 2016: Galerie Thron, Reutlingen Degerschlacht / TTR Technologie Park Tübingen/Reutlingen / Galerie Tobias Schrade, Ulm / Künstlerwerkstatt L6, Freiburg i.Br.
- 2017: Stiftung Schloss Fachsenfeld, Bob Dylan Zyklus / Vortrag „Sterben und Tod in der bildenden Kunst“, Hospizdienst Ellwangen
- 2018: Kunstverein Geilsingen/Steige / Galerie Grashey, Konstanz / Matthias Küper Galleries, Stuttgart
- 2019: Galerie Tobias Schrade, Ulm
- 2020: Museum am Torbogen, Königsbronn / Ausstellung mit Musikevents, Microssage Galerie im Wohnwagen, Stuttgart (Ausstellungsbeteiligung)
- 2021: Karl Heinz Knoedler-Stiftung, Schloss ob Ellwangen / Palais Adelmann, Ellwangen

## Veröffentlichungen
- 1993: Hermann Schludi, in: Kunstszene Ostwürttemberg. Herrmann Baumhauer (Hrsg.), Theiss-Verlag, Stuttgart, S. 120f
- 1997: Franz Joseph van der Grinten, Gerhard van der Grinten. In: Ulrich Brauche – Landschaften. Katalog zur gleichnamigen Ausstellung in der Galerie Epikur in Wuppertal.
- 1999: Oliver Zybok, in: Landschaft – Idylle. Acht Künstler. Art Frankfurt 1999. Katalog.
- 1999: Adolf Smitmans, in: Ulrich Brauchle - Bilder - Bildfolgen 1997-1999. Katalog zur gleichnamigen Ausstellung in der Graphischen Sammlung der Universität Tübingen, im Marat-Institut in Freiburg im Breisgau und in der Galerie Epikur in Wuppertal.
- 2000: Gundula Caspary, in: Schafft Land! 14 Positionen zur Landschaft. Katalog zur gleichnamigen Ausstellung im Stadtmuseum Siegburg. Siegburg 2000
- 2001: Erik Schönenberg, in: Landschaft? - Landschaft! Paesaggio? - Paesaggio! 10 Positionen zur Landschaft. Katalog zur gleichnamigen Ausstellung im Kunstverein Schnals / Südtirol
- 2001: Anselm Grupp (Hrsg.): Herz-Los! Jugend-Literaturpreis der Stadt Ellwangen. Illustrationen zum Buch. Ellwangen 2001.
- 2002: Eva-Marina Froitzheim, in: Rendezvous – Figurative Malerei im Generationendialog. Katalog zur gleichnamigen Ausstellung in der Städtischen Galerie Böblingen. Böblingen 2002.
- 2002: Erik Schönenberg, in: Glückwunsch! Schüler gratulieren Rudolf Schoofs. Katalog zur gleichnamigen Ausstellung im Künstlerhaus ArToll, Bedburg-Hau / Museum Goch. Wuppertal 2002.
- 2002: Wolfgang Nußbaumer u. a., in: Ellwanger Kunstausstellung 2002. Ellwangen 2002, S. 34f.
- 2002: Heide Roeder, in: Kunst in unseren Räumen. Baden-Württembergische Bank (Hrsg.), Ostfildern 2001. S. 26f.
- 2003: Herbert Kullmann, in: Konrad A. Theiss. Wolfgang Nußbaumer (Hrsg.) Ostalb Einhorn. Schwäbisch Gmünd 2003, S. 58ff.
- 2003: Clemens Ottnad, in: Ulrich Brauchle – Geographien der Farbe. Katalog zur gleichnamigen Ausstellung u. a. in der Galerie Fluchtstab in Staufen i. Br., in der Hans-Thoma-Gesellschaft Kunstverein Reutlingen, in der Galerie Epikur Wuppertal. Wuppertal 2003.
- 2004: Marina Sauer, Clemens Ottnad, in: Ulrich Brauchle – Felix-Hollenberg-Preis 2004. Katalog zur gleichnamigen Ausstellung in der Galerie Albstadt Städtische Kunstsammlungen. Albstadt 2004.
- 2004: Claudia Schönjahn, in der Zeitschrift Vernissage, 09/04. Felix-Hollenberg-Preis 2004: Ulrich Brauchle – Radierungen. Baden-Württemberg 2004.
- 2004: Peter Guth u. a., in: II. Ellwanger Kunstausstellung 2004. Ellwangen 2004. S. 44f.
- 2006: XIV. Deutsche Internationale Graphik Triennale Frechen. Katalog zur Ausstellung. Frechen 2006, S. 58f.
- 2007: Bernd Storz, in: Von Bergen und Seen. Landschaft in Malerei und Skulptur. Katalog zur Ausstellung im Kunstverein Eislingen 2007.
- 2009: Tobias Wall, in: Ulrich Brauchle. Katalog zur Ausstellung in der BAT Campus-Galerie Bayreuth. Bayreuth 2009.
- 2011: Tobias Schrade, in: Ulrich Brauchle – Malerei und Radierung. Katalog zur Ausstellung in der Galerie Tobias Schrade. Ulm 2011.
- 2014: Ulrich Brauchle – lines and spaces. Katalog zur Ausstellung im Kunstverein Ellwangen e. V., 2014.
- 2015: Edition Curt Visel, GRAPHISCHE KUNST Internationale Zeitschrift für Buchkunst und Graphik Heft 1/2015: Bob Dylan Künstlerbuch
- 2019: Galerie Tobias Schrade, Ulm: Ulrich Brauchle, Offenes Spiel. Text: Sabine Heilig, Nördlingen
- 2021: Ulrich Brauchle – Stiftgebiet. Katalog zur Ausstellung in der Karl Heinz Knoedler-Stiftung, Schloss ob Ellwangen. Texte: Atessa Sonntag, Vogt und Philipp Theisohn, Zürich

## Öffentliche Sammlungen
- Bodleian Library, Oxford (GB)
- Privatsammlung Bob Dylan (USA)
- Graphische Sammlung der California State University, Los Angeles (USA)
- Library of Congress, Washington (USA)
- Stadt Aalen
- Kunstsammlung der Kreissparkasse Ostalb
- Städtische Kunstsammlung Albstadt
- Nationalbibliothek Berlin
- Willy-Brandt-Haus Berlin
- Herzog August Bibliothek, Braunschweig
- Stadt Donzdorf
- Volksbank Ellwangen
- Sammlung Stiftung Schloss Fachsenfeld
- Morat-Institut für Kunst und Kunstwissenschaft, Freiburg i. Br.
- Kunstmuseum Heidenheim
- Stadt Kißlegg
- Sammlung van der Grinten, Schloss Moyland
- Lyrik Kabinett München
- Gratianus Stiftung Reutlingen
- Stadtsparkasse Schweinfurt
- Sammlung Kunstakademie Stuttgart
- Landesbibliothek Stuttgart
- Graphische Sammlung der Staatsgalerie Stuttgart
- Kunstsammlung der Baden-Württembergischen Bank
- Regierungspräsidium Tübingen
- Graphische Sammlung der Eberhard Karls Universität Tübingen
- Städtisches Museum Waiblingen
- Kunstsammlung der Stadtsparkasse Wuppertal